# Iroha
Iroha (kanji: 伊呂波 / hiragana: いろは) é um poema japonês escrito durante a era Heiã (794–1179). O primeiro registro de sua existência data de 1079. É famoso por ser um pangrama perfeito, contendo cada caractere do silabário japonês sem repetições. Por isso, é também usado como ordem alfabética do silabário.

## O texto
O texto do poema em hiragana (com os arcaicos ゐ e ゑ) é:

いろはにほへと

ちりぬるを

わかよたれそ

つねならむ

うゐのおくやま

けふこえて

あさきゆめみし

ゑひもせす

i ro ha ni ho he to 

chi ri nu ru wo 

wa ka yo ta re so 

tsu ne na ra mu 

u wi no o ku ya ma 

ke fu ko e te 

a sa ki yu me mi shi 

we hi mo se su 

O texto do poema em kanji e kana é:

色は匂へど

散りぬるを

我が世誰ぞ

常ならむ

有為の奥山

今日越えて

浅き夢見じ

酔ひもせず

## Mudança de som
O iroha é usado como indicador de mudanças de som na língua japonesa falada na era Heian.
Transliterando estritamente o poema fica:
```
i       ro      ha      ni      ho      he      to
chi 	ri 	nu 	ru 	(w)o
wa 	ka 	yo 	ta 	re 	so
tsu 	ne 	na 	ra 	mu
u 	(w)i 	no 	o 	ku 	ya 	ma
ke 	fu 	ko 	e 	te
a 	sa 	ki 	yu 	me 	mi 	shi
(w)e 	hi 	mo 	se 	su
```

Para obter o significado indicado acima, deve-se ler o poema com alguma flexibilidade. O poema com mudanças para o japonês moderno fica:
Iro wa nioedo
Chirinuru o
Wa ga yo tare zo
Tsune naran
Ui no okuyama
Kyō koete
Asaki yume miji
Ei mo sezu.

## Uso
O iroha contém cada kana precisamente, com exceção do ん [-n], que foi adicionado ao silabário mais tarde. Por esta razão, o poema foi usado freqüentemente como ordem dos kana até as reformas da era Meiji no século 19. Depois disso o gojuon (五十音, literalmente "cinquenta sons") tornou-se mais comum. Esta ordem é baseada em parte no sânscrito. Começa com "a, i, u, e, o" depois o "ka, ki, ku..." e assim por diante para cada kana usado no japonês.
O iroha é encontrado ainda ocasionalmente no Japão moderno. Para exemplo, é usado para numerar assentos em teatros. Na música, as notas de uma oitava são nomeadas i ro ha ni ho he to, escrito em katakana.
| Em português | Dó      | Ré      | Mi      | Fá      | Sol     | Lá     | Si      |
| ------------ | ------- | ------- | ------- | ------- | ------- | ------ | ------- |
| Em japonês   | ハ (ha) | ニ (ni) | ホ (ho) | ヘ (he) | ト (to) | イ (i) | ロ (ro) |